# Grégoire Burquier
Grégoire Burquier (* 8. Juli 1984) ist ein ehemaliger französischer Tennisspieler.

## Karriere
Grégoire Burquier spielte mit einer Ausnahme auf der ATP Challenger Tour und der ITF Future Tour.
Er konnte neun Einzel- und acht Doppeltitel auf der ITF Future Tour feiern. Auf der ATP Challenger Tour gewann er 2012 den Titel in Saint-Brieuc durch einen Finalsieg gegen seinen Landsmann Augustin Gensse. Hinzu kam im Doppel ebenfalls ein Challenger-Turniersieg in Saint-Brieuc.
Die einzige Teilnahme an der ATP Tour erfolgte 2014 in Kuala Lumpur als Burquier dem Spanier Pablo Andújar unterlag. In der Weltrangliste kam er 2011 jeweils zu seinem Karrierehoch. Im Einzel war dies 167, nachdem er fünf Future-Erfolge und ein Challenger-Endspiel erreicht hatte; im Doppel kam er bis auf Rang 251.
Letztmals aktiv war Burquier 2018.

## Erfolge
| Legende (Anzahl der Siege)  |
| Grand Slam                  |
| ATP World Tour Finals       |
| ATP World Tour Masters 1000 |
| ATP World Tour 500          |
| ATP World Tour 250          |
| ATP Challenger Tour (2)     |

### Einzel

#### Turniersiege
| Nr. | Datum         | Turnier      | Belag    | Finalgegner     | Ergebnis        |
| --- | ------------- | ------------ | -------- | --------------- | --------------- |
| 1.  | 8. April 2012 | Saint-Brieuc | Sand (i) | Augustin Gensse | 7:5, 6:75, 7:63 |

### Doppel

#### Turniersiege
| Nr. | Datum          | Turnier      | Belag         | Partner             | Finalgegner                     | Ergebnis |
| --- | -------------- | ------------ | ------------- | ------------------- | ------------------------------- | -------- |
| 1.  | 12. April 2015 | Saint-Brieuc | Hartplatz (i) | Alexandre Sidorenko | Andriej Kapaś Yasutaka Uchiyama | 6:3, 6:4 |